# Hong Kong Senior Challenge Shield 2011/12
Der Hong Kong Senior Challenge Shield 2011/12 war die 110. Austragung eines K.-o.-Fußballwettbewerbs in Hongkong. Teilnehmer waren die zehn Mannschaften der ersten Liga, der Hong Kong Premier League. Das Turnier begann am 1. Oktober 2011 und endete mit dem Finale im Hong Kong Stadium am 18. Februar 2012. Titelverteidiger war der Citizen AA.

## Termine
| Runde         | Datum |
| ------------- | --- |
| 1. Runde      | 1. Oktober 2011 (Hinspiel) 2. Oktober 2011 (Hinspiel) 6. Oktober 2011 (Rückspiel) 9. Oktober 2011 (Rückspiel)                                                                  |
| Viertelfinale | 29. Oktober 2011 (Hinspiel) 30. Oktober 2011 (Hinspiel) 18. November 2012 (Hinspiel) 24. November 2011 (Rückspiel) 26. November 2011 (Rückspiel) 27. November 2011 (Rückspiel) |
| Halbfinale    | 10. Dezember 2011 (Hinspiel) 11. Dezember 2011 (Hinspiel) 24. Dezember 2011 (Rückspiel) 25. Dezember 2011 (Rückspiel)                                                          |
| Finale        | 18. Februar 2012 |

## Erste Runde
|                                                        | Gesamt |                   | Hinspiel | Rückspiel |
| ------------------------------------------------------ | ------ | ----------------- | -------- | --------- |
| 1. Oktober 2011 (Hinspiel) 6. Oktober 2011 (Rückspiel) |        |                   |          |           |
| TSW Pegasus                                            | 2:1    | Kitchee SC        | 1:1      | 1:0       |
| 2. Oktober 2011 (Hinspiel) 9. Oktober 2011 (Rückspiel) |        |                   |          |           |
| Tuen Mun SA                                            | 3:0    | Hong Kong Sapling | 3:0      | 0:0       |

## Viertelfinale
|                                                           | Gesamt |                        | Hinspiel | Rückspiel |
| --------------------------------------------------------- | ------ | ---------------------- | -------- | --------- |
| 30. Oktober 2011 (Hinspiel) 27. November 2011 (Rückspiel) |        |                        |          |           |
| Wofoo Tai Po                                              | 2:4    | Sunray Cave JC Sun Hei | 1:2      | 1:2       |
| 29. Oktober 2011 (Hinspiel) 26. November 2011 (Rückspiel) |        |                        |          |           |
| Tuen Mun SA                                               | 4:3    | Citizen AA             | 2:2      | 2:1       |
| 29. Oktober 2011 (Hinspiel) 24. November 2011 (Rückspiel) |        |                        |          |           |
| Sham Shui Po SA                                           | 2:3    | South China AA         | 1:1      | 1:2       |
| 30. Oktober 2011 (Hinspiel) 27. November 2011 (Rückspiel) |        |                        |          |           |
| TSW Pegasus                                               | 9:0    | Biu Chun Rangers       | 5:0      | 4:0       |

## Halbfinale
|                                                            | Gesamt |                        | Hinspiel | Rückspiel |
| ---------------------------------------------------------- | ------ | ---------------------- | -------- | --------- |
| 11. Dezember 2011 (Hinspiel) 24. Dezember 2011 (Rückspiel) |        |                        |          |           |
| Tuen Mun SA                                                | 2:3    | Sunray Cave JC Sun Hei | 0:1      | 2:2       |
| 10. Dezember 2011 (Hinspiel) 25. Dezember 2011 (Rückspiel) |        |                        |          |           |
| TSW Pegasus                                                | 2:3    | South China AA         | 2:2      | 0:1       |

## Finale
|                                      | Ergebnis              |                |
| ------------------------------------ | --------------------- | -------------- |
| 18. Februar 2012 (Hong Kong Stadium) |                       |                |
| Sunray Cave JC Sun Hei               | 1:1 n. V. (5:3 i. E.) | South China AA |